# Схорцанитис, Софоклис
Софокли́с Схорцани́тис (греч. Σοφοκλής Σχορτσανίτης; родился 22 июня 1985 года в Тико, Камерун) — греческий профессиональный баскетболист, игравший на позиции центрового. Был выбран на драфте НБА 2003 года под 34-м номером клубом «Лос-Анджелес Клипперс», но продолжил карьеру в Европе.

## Биография
Афрогрек. Отец Схорцанитиса — грек, а мать — камерунка. Софоклис родился в камерунском городе Тико, вырос в Греции, в городе Кавала. В детстве занимался шахматами, затем переключился на баскетбол. Является воспитанником баскетбольного клуба «Ираклис», в котором и начал профессиональную карьеру в сезоне 2001/2002. В 2003 году выставил свою кандидатуру на драфт НБА, но был выбран лишь во втором раунде под общим 34-м номером клубом «Лос-Анджелес Клипперс». После драфта Схорцанитис продолжил карьеру в Италии, где один сезон выступал за баскетбольный клуб «Канту».
Вернувшись в Грецию в 2004 году, Софоклис один сезон отыграл за «Арис», после чего стал игроком одного из сильнейших клубов Греции, «Олимпиакоса». Ему удалось хорошо проявить себя в новой команде и заслужить приглашение в национальную сборную Греции, в составе которой Схорцанитис выиграл серебряные медали чемпионата мира 2006 года и бронзовые медали чемпионата Европы 2009 года. Софоклис четыре раза участвовал в матче всех звёзд греческой лиги, дважды признавался его самым ценным игроком.
5 августа 2010 подписал двухлетний контракт с израильской командой «Маккаби Тель-Авив».
4 июля 2012 года игрок подписал трехлетний контракт с греческим «Панатинаикосом» на сумму 1,5 миллиона евро. Перед этим он отверг предложения «Басконии» и «Галатасарая», отдав в итоге предпочтение «зелёным» и вернулся в Грецию.

## Достижения

### Сборная Греции
- Серебряный призёр чемпионата мира 2006
- Бронзовый призёр чемпионата Европы 2009, чемпионата Европы (до 18 лет) 2002 и чемпионата мира (до 19 лет) 2003

### Клубные
- Чемпион Греции 2013
- Чемпион Евролиги 2014
- Чемпион Адриатической лиги 2012
- Чемпион Израиля 2011, 2012, 2014
- Обладатель кубка Греции 2010, 2013
- Обладатель кубка Израиля 2011, 2012, 2014, 2015
- Участник матча всех звёзд греческой лиги 2005-2007, 2010, 2013
- MVP матча всех звёзд греческой лиги 2006, 2010
- Вошёл в символическую сборную греческой лиги 2006 и Евролиги 2011